# Michelle von Treuberg

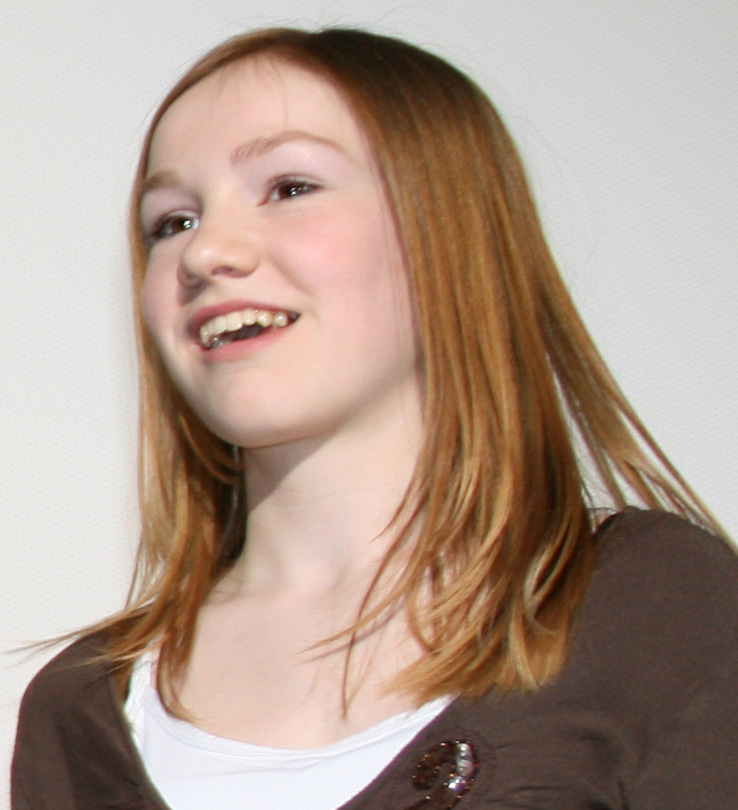
Michelle von Treuberg während der Premiere des Kinofilms Die Wilden Hühner und die Liebe im April 2007 in München

Michelle von Treuberg (* 9. November 1992 in Starnberg, Bayern) ist eine deutsche Schauspielerin.

## Leben
Michelle von Treuberg spielte in mehreren Kino- und Fernsehproduktionen mit, darunter in der Miniserie Speer und Er aus dem Jahr 2005.
Ihre erste Hauptrolle als „Sprotte“ spielte sie 2006 neben Paula Riemann, Lucie Hollmann, Zsá Zsá Inci Bürkle und Jette Hering im Kinofilm Die Wilden Hühner. Danach verkörperte sie erneut die Anführerin der Mädchenbande, Sprotte, im zweiten Teil der Reihe, Die Wilden Hühner und die Liebe. Anfang Januar 2009 folgte dann der dritte und letzte Teil der Serie, Die Wilden Hühner und das Leben.
Im Sommer 2011 hat sie ihr Abitur am Gymnasium Starnberg gemacht. Von 2012 bis 2016 absolvierte sie an der Universität Passau ein Studium in European Studies.

## Filmografie
- 2005: Dem Himmel sei Dank (Fernsehfilm)
- 2005: Speer und Er (Miniserie)
- 2006: Die Hochzeit meines Vaters (Fernsehfilm)
- 2006: Die Wilden Hühner
- 2007: Die Wilden Hühner und die Liebe
- 2007: Mit einem Schlag (Fernsehfilm)
- 2009: Die Wilden Hühner und das Leben
- 2009: SOKO Köln – Nicht von schlechten Eltern
- 2019: Reiterhof Wildenstein – Die Pferdeflüsterin (Fernsehfilm)
- 2019: Reiterhof Wildenstein – Kampf um Jacomo (Fernsehfilm)
- 2021: Hartwig Seeler – Ein neues Leben (Fernsehfilm)